# 25 de minute...
25 de minute... este o operă literară scrisă de Ion Luca Caragiale.